# L'Ange Toccio

L'Ange Toccio (Toccio the Angel) est un manga d'Akira Toriyama datant de janvier 2003.

## L'histoire
L'histoire est celle d'un ange, Toccio, protecteur des animaux…

## Analyse
Cet album de Toriyama compte aujourd'hui 56 pages toutes en couleurs. Cet ouvrage est ce que l'on appelle un « nao-manga », c'est-à-dire un manga destiné aux enfants. Un peu comme nos livres d'illustrations. Les textes sont en hiragana et katakana pour leur simplifier la lecture et les vignettes sont de plus grandes dimensions que les manga habituels.